# Christopher Fogt
Christopher Fogt (n. 29 mai 1983, Orange Park⁠(d), Florida, SUA) este un bober ce a reprezentat Statele Unite ale Americii, medaliat olimpic. A participat la 3 ediții ale Jocurilor Olimpice (2010, 2014, 2018) în care a câștigat o medalie de argint.